# Izel-lès-Équerchin
Izel-lès-Équerchin település Franciaországban, Pas-de-Calais megyében. Lakosainak száma 1049 fő (2022. január 1.). Izel-lès-Équerchin Drocourt, Fresnes-lès-Montauban, Bois-Bernard, Hénin-Beaumont, Neuvireuil, Quiéry-la-Motte és Vitry-en-Artois községekkel határos.

## Népesség
A település népességének változása:
| Lakosok száma | 930  | 960  | 997  | 1011 | 1037 | 1049 | 1056 | 1058 | 1049 |
|               | 2013 | 2015 | 2016 | 2017 | 2018 | 2019 | 2020 | 2021 | 2022 |